# Anatoli Lunacearski

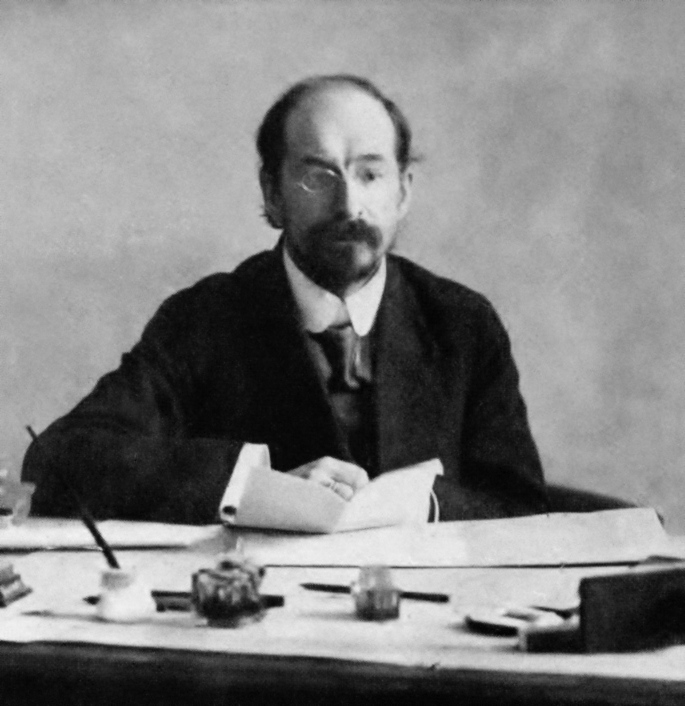
Anatoli Vasilievici Lunacearski

Anatoli Vasilievici Lunacearski (în rusă Анато́лий Васи́льевич Лунача́рский; n. 11/23 noiembrie 1875, Poltava, gubernia Poltava⁠(d), Imperiul Rus – d. 26 decembrie 1933, Menton, Alpes-Maritimes, Franța) a fost un revoluționar marxist rus, critic de artă și ziarist, primul Comisar al Poporului pentru Instrucția Publică, responsabil de sectorul cultură și educație.
Prin scrierile sale, a analizat valorile actului creator și a promovat valorificarea tradițiilor progresiste artistice cu caracter teoretic și estetic, precum și înnoirile aduse de tânăra artă sovietică.

## Viața și cariera
Lunacearski s-a născut în orașul Poltava, Ucraina, Imperiul Rus ca fiu nelegitim al lui Alexander Antonov și Alexandra Lunacearskaia, născută Rostovțeva. Mama sa era căsătorită cu Vasili Lunacearski, ceea ce explică numele și patronimul lui Anatoli. Ulterior, Alexandra a divorțat de Lunacearski și s-a căsătorit cu Antonov, însă Anatoli și-a păstrat vechiul nume.
Lunacearski a devenit marxist la vârsta de 15 ani. A studiat doi ani la Universitatea din Zürich fără să obțină o diplomă. Pe timpul șederii la Zürich a făcut cunoștință cu conducători ai mișcării socialiste din Europa, cum ar fi Rosa Luxemburg și Leo Ioghihes (Лео Йогихес) și a aderat la Partidul Social-Democrat al Muncii din Rusia.
În 1903, când partidul s-a scindat în aripa bolșevică, condusă de Vladimir Lenin, și menșevică, condusă de Iulius Martov, Lunacearski i-a susținut pe bolșevici. Mai târziu, în 1908, când aripa bolșevică s-a divizat, la rândul ei, în fracțiunea susținătorilor lui Lenin și cea a susținătorilor lui Aleksander Bogdanov (1873 - 1928), Lunacearski l-a susținut pe Bogdanov, care îi era cumnat. În 1909, s-a alăturat lui Bogdanov și lui Maxim Gorki, la vila acestuia din urmă de pe insula Capri, unde cei trei au înființat o școală pentru muncitorii socialisti ruși. În 1910, Bogdanov, Lunacearski, Mihail Pokrovski și susținătorii lor au transferat școala la Bologna, unde au continuat să activeze până în 1911.
În 1913, Lunacearski s-a mutat la Paris, înființând propriul său „Cerc al Culturii Proletare”. După izbucnirea Primului Război Mondial în 1914, Lunacearski a adoptat o poziție internaționalistă și anti razboinică care l-a apropiat de Lenin și Leon Troțki. În 1915, Lunacearski și Pavel Lebedev-Polianski au reeditat ziarul social-democrat Înainte (Вперёд), punând accentul pe „cultura proletară”. După Revoluția din 1917, Lunacearski s-a întors în Rusia și, la fel ca alți internaționaliști social democrați veniți din străinătate, s-a alăturat curentului „Mezraionțî” înainte de a fuziona cu bolșevicii în iulie-august 1917.
După Revoluția din Octombrie din 1917, Lunacearski a fost numit Comisar al Poporului pentru Instrucția Publică (Narkompros) în primul guvern sovietic și a rămas în acest post, având în sarcină, printre altele, și învățământul, până în 1929. Lunacearski a participat, împreună cu Maxim Gorki, Alexandr Blok și Maria Andreeva, la înființarea Marelui Teatru Dramatic din Petrograd în 1919. În această perioadă a fost responsabil și de organizarea primul sistem de cenzură în statul Sovietelor nou format. Lunacearski l-a ajutat pe Aleksandr Bogdanov să fondeze mișcarea politico-ideologică Proletcult.

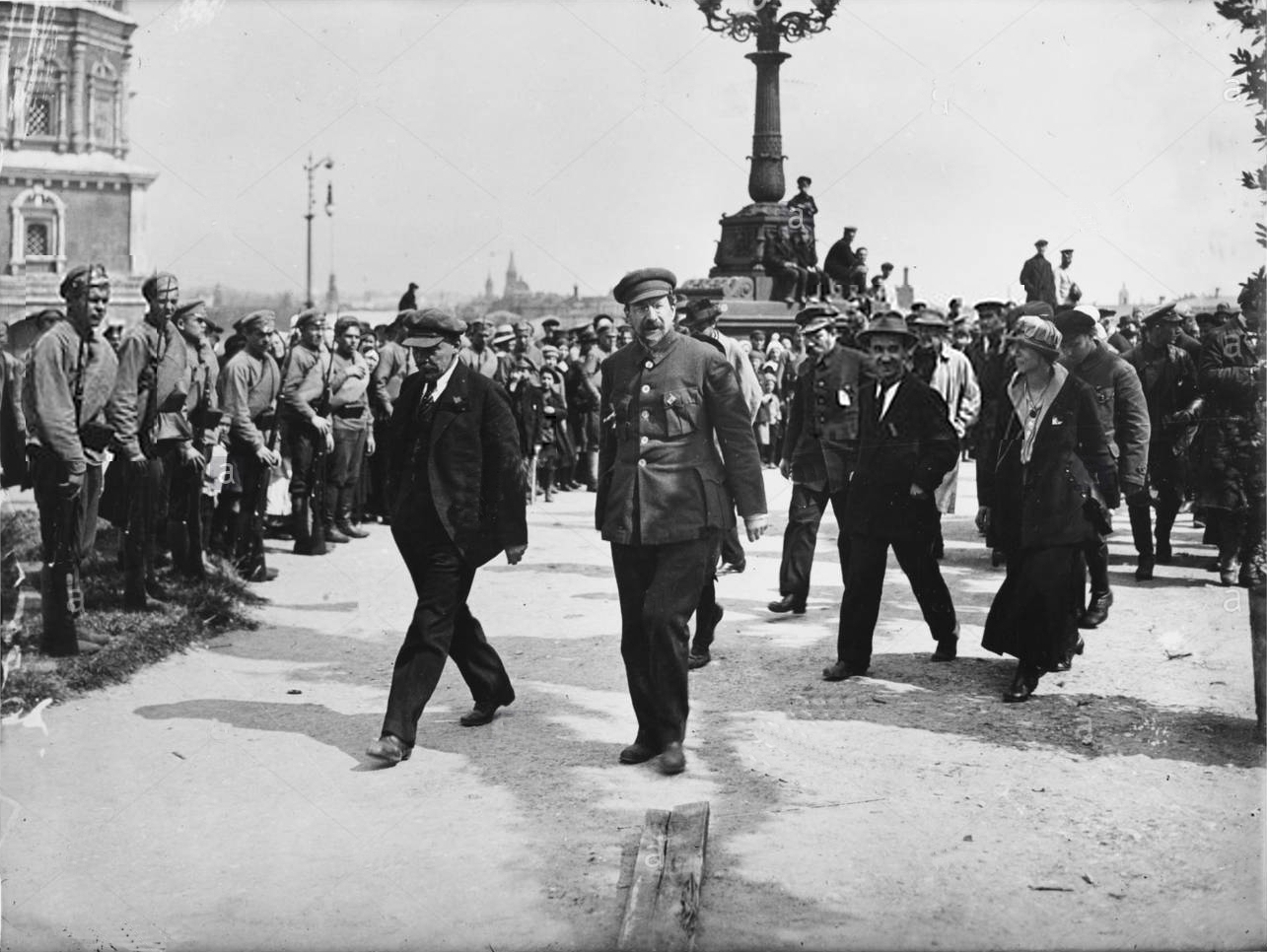
Lunacearski și Lenin la inaugarea monumentului „Emanciparea muncitorilor”, 1 mai 1921

Lunacearski a condus campania de alfabetizare din Rusia. El a invitat-o la Moscova, în 1927, pe Harriet G. Eddy, bibliotecara șefă a bibliotecii publice californiene „California State Library”, pentru:
- a cunoaște modul ei de muncă;
- a explica planul de acțiune al Bibliotecii Publice din California;
- a sugera modalități de aplicare a acestui plan la bibliotecile din Rusia.

Harriet Eddy a revenit în Rusia în 1930, argumentând protecția clădirilor istorice datorită importanței lor arhitecturale împotriva opiniei unor membri ai Partidului Bolșevic ce susțineau distrugerea lor.
La sfârșitul anilor 1920, când Stalin își consolidase puterea în statul sovietic, Lunacearski și-a pierdut poziția importantă în guvern. În 1930 a reprezentat Uniunea Sovietică la Liga Națiunilor și în 1933 a fost numit ambasador în Spania. A murit la Menton, în Franța, în timp ce se îndrepta către Spania pentru a ocupa postul de ambasador.
Urna conținând cenușa lui Lunacearski a fost repatriată la Moscova și depusă la necropola din zidul Kremlinului, un privilegiu rar în epoca sovietică. În timpul Marii Terori, între 1936-1938, numele lui Lunacearski a fost șters din istoria Partidului Comunist, evocarea activității sale fiind interzisă. A fost reabilitat la sfârșitul anilor 1950 și începutul anilor 1960, multe organizații și străzi fiind numite sau renumite în onoarea sa. În această perioadă intelectualitatea sovietică l-a considerat pe Lunacearski ca un politician educat, rafinat și tolerant.
Lunacearski a fost un scriitor prolific. A scris eseuri despre Aleksandr Pușkin, George Bernard Shaw și Marcel Proust. Cea mai importantă lucrarea a sa rămâne volumul de memorii Siluete Revoluționare în care sunt prezentate anecdote și impresiile sale despre Lenin, Troțki și alți 8 revoluționari. Troțki a recționat la unele dintre opiniile lui Lunacearski în autobiografia sa Viața Mea caracterizându-l ca „bolșevic printre intelectuali și intelectual printre bolșevici”.

## Personalitatea
Lunacearski a fost considerat ca un cunoscător al artei și un critic perspicace. În perioada cât a fost student a fost interesat de filozofie, fiind atras de ideile lui Fichte, Nietzsche, Richard Avenarius, nu numai de dialectica marxistă. Lunacearski citea în șase limbi moderne și în două limbi moarte. A corespondat cu figuri importante ale culturii mondiale precum H. G. Wells, Bernard Shaw și Romain Rolland.
Pentru a onora personalitatea lui Lunacearski, astronomul sovietic Nikolai Cernîh a numit 2446 Lunacharsky corpul ceresc descoperit pe 14 octombrie 1971 la Observatorul Astronomic Naucinîi din Crimeea.

## Scrieri
- 1905: Studii critice și polemice (Этюды критические и полемические, "Etiudi kriticeskie i polemiceskie")
- 1914: Scrisori despre literatura proletară ("Pisma o proletarskoi kulture")
- 1918: Dialog despre artă (Диалог об искусстве, "Dialog ob iskusstve")
- 1918: Faust și orașul ("Faust i gorod")
- 1922: Tommaso Campanella
- 1924: Istoria literaturii europene occidentale în momentele sale cele mai importante (История западно-европейской литературы в её важнейших моментах, "Istoria zapadno-evropeiskoi literaturî v eo vajneișîh momentah")
- 1924: Teatrul și revoluția (Театр и революция, "Teatr' i revoliuția")
- 1925: Profiluri literare (Литературные силуэты, "Literaturnîe siluetî").